# Nguyễn Thị Nga (thẩm phán)
Nguyễn Thị Nga (sinh ngày 16 tháng 8 năm 1969) là thẩm phán cao cấp người Việt Nam. Bà hiện là Tỉnh ủy viên Tỉnh ủy Thanh Hóa, Bí thư Ban Cán sự Đảng Cộng sản Việt Nam Tòa án nhân dân tỉnh Thanh Hóa, Chánh án Tòa án nhân dân tỉnh Thanh Hóa. Bà là đảng viên Đảng Cộng sản Việt Nam.

## Tiểu sử
Nguyễn Thị Nga sinh ngày 16 tháng 8 năm 1969, quê quán tại huyện Hoằng Hóa, tỉnh Thanh Hóa.
Bà có bằng Thạc sĩ Luật và Cao cấp lí luận chính trị Đảng Cộng sản Việt Nam.
Ngày 8 tháng 10 năm 2012, Nguyễn Thị Nga, Chánh tòa Hành chính Tòa án nhân dân tỉnh Thanh Hóa làm chủ tọa phiên tòa sơ thẩm xét xử vụ án Công ty Cổ phần Khôi Việt khởi kiện Chủ tịch Ủy ban nhân dân tỉnh Thanh Hóa về Quyết định hành chính số 2284/QĐ-UBND ngày 25/07/2008 trong lĩnh vực quản lý đất đai (về việc hủy bỏ kết quả trúng đấu giá quyền sử dụng đất tại dự án "Đầu tư hạ tầng kỹ thuật và kinh doanh khu Đô thị mới Quảng Thành, Thành phố Thanh Hóa"). Hội đồng xét xử đã bác bỏ toàn bộ nội dung khởi kiện công ty Khôi Việt, nhưng buộc Chủ tịch Ủy ban nhân dân tỉnh Thanh Hóa hỗ trợ Công ty Khôi Việt số tiền 1,4 tỉ đồng.
Sáng ngày 14 tháng 4 năm 2014, Nguyễn Thị Nga được ông Nguyễn Sơn, Phó Chánh án Tòa án nhân dân tối cao Việt Nam trao quyết định số 312/QĐ-TCCB ngày 11/4/2014 bổ nhiệm giữ chức vụ Phó Chánh án Tòa án nhân dân tỉnh Thanh Hóa nhiệm kỳ 2014-2019. Lúc này, bà đang là Thẩm phán trung cấp, Chánh toà Hành chính Tòa án nhân dân tỉnh Thanh Hóa.
Ngày 12 tháng 8 năm 2016, Nguyễn Thị Nga được Chánh án Tòa án nhân dân tối cao Việt Nam Nguyễn Hòa Bình trao quyết định bổ nhiệm giữ chức vụ Chánh án Tòa án nhân dân tỉnh Thanh Hóa (Phó Chánh án Tòa án nhân dân tỉnh Thanh Hóa là ông Phạm Quốc Bảo).
Ngày 17 tháng 4 năm 2018, Nguyễn Thị Nga được Chủ tịch nước Việt Nam Trần Đại Quang bổ nhiệm chức danh Thẩm phán cao cấp.
Hiện nay (2018), bà đang là Tỉnh ủy viên Tỉnh ủy Thanh Hóa, Bí thư Ban Cán sự Đảng Cộng sản Việt Nam Tòa án nhân dân tỉnh Thanh Hóa, Chánh án Tòa án nhân dân tỉnh Thanh Hóa.